# Polányi Laura
Polányi Laura (születési neve: Pollacsek Laura (Striker Sándorné) (Bécs, 1882. február 16. – New York, 1959. december 22.) történész, feminista.

## Életpályája
Veres Pálné felsőbb leányiskolájába járt. 1909-ben a budapesti egyetemen bölcsészdoktori diplomát szerzett. Ezután a Központi Statisztikai Hivatal könyvtárosa volt. 1912-ben Bécsbe költözött; kapcsolatot tartott az orosz forradalmi emigrációval, s osztrák küldöttként 1917-ben részt vett a stockholmi békekonferencián. 1918-ban visszatért Budapestre. Részt vett a Szociáldemokrata Párt (SZDP) munkájában. 1932-ben Berlinbe, Moszkvába, majd Bécsbe költözött. 1939-ben az USA-ba emigrált.

### Munkássága
Szabó Ervin szellemi irányításával közreműködött a tízes osztályozási rendszer bevezetésében a magyar könyvtárakban. A brüsszeli Bibliographia Economica Universalis című kiadvány egyik szerkesztője, a Társadalomtudományi Társaság tagja volt, s szervezte a polgári radikálisok asszonycsoportját. Amerikában John Smith angol kapitánynak, Virginia gyarmat megalapítójának magyar kapcsolatait kutatta, s e téren is jelentős eredményeket ért el.

## Családja
Édesapja Pollacsek Mihály vasútépítő mérnök (1848–1905), édesanyja Wohl Cecília (1862–1939) voltak. Testvérei Polányi Károly (1886–1964) gazdaságtörténész és Polányi Mihály (1891–1976) kémikus voltak. Unokatestvére Szabó Ervin volt. Férje Striker Sándor (1869–1955), leánya Striker Éva Amália (1906–2011) keramikus, sógornője Duczyńska Ilona (1897–1978) újságíró volt.
Sírja a Germonds-i temetőben található.

## Művei
- III. Károly gazdaságpolitikájáról hazánkban (Budapest, 1909)
- The life of John Smith an English soldier by Henry Warton. Translated with an Essay by L. P. S. (North Carolina, 1957)
- Captain John Smith's Hungary and Transylvania (in Bradford Smith: Captain John Smith, Philadelphia–New York, 1953)